# Business Region Skåne
Business Region Skåne var ett offentligägt företag med uppgiften att marknadsföra Skåne i Sverige och världen som avvecklades 2022.
Business Region Skåne, som bildades 2008, var tidigare moderbolag i en koncern som ägs av Region Skåne Holding AB. De fyra dotterbolagen skulle gemensamt utveckla, samordna och förbättra varumärket Skåne samt ta ett aktivt ansvar för marknadsföringen av Öresundsregionen tillsammans med andra parter på båda sidor av Öresund.
Arbetet drevs genom fyra dotterbolag som främjade investeringar, turism, evenemang och filmproduktion i Skåne.
- Invest in Skåne AB : Främja export för skånska företag samt locka internationella investeringar till Skåne, främst inom fokusområdena Tech, Life Science, Food, Advanced Materials och Smart Cities.
- Tourism in Skåne AB : Öka turismen i och till Skåne.
- Event in Skåne AB: Attrahera större evenemang, mässor och kongresser till Skåne.
- Film i Skåne: Främja filmverksamhet i Skåne.

Business Region Skåne avvecklades som självständig koncern och moderbolaget fusionerades med Tourism in Skåne AB och Event in Skåne AB till det nya bolaget Visit Skåne AB enligt beslut i Regionfullmäktige i juni 2022.